# Crisicoccus australis
Crisicoccus australis är en insektsart som beskrevs av Jennifer M. Cox 1987. Crisicoccus australis ingår i släktet Crisicoccus och familjen ullsköldlöss. Inga underarter finns listade i Catalogue of Life.